# Плунжерний ліфт
Плунжерний ліфт (рос. плунжерный лифт; англ. free piston, нім. Plungerlift m, Kolbenlift m) — різновид періодичного газліфта з використанням плунжера, який почергово рухається вгору-вниз у підіймальній колоні труб. Плунжерний ліфт — газорідинний піднімач, у якому для створення рухомої перегородки між рідиною та газом поміщають плунжер з клапаном газліфтним. Плунжерний ліфт може застосовуватися як перехідний від фонтанного до механізованого способу експлуатації, а також для винесен-ня рідини із стовбура газової свердловини.
Plunger Lift — це одна із систем підйому вуглеводневої продукції (Artificial Lift Systems або ALS), що основана на штучному продовженні періоду природного фонтанування свердловин.

## Застосування. Особливості експлуатації
Плунжерний ліфт може застосовуватися як перехідний від фонтанного до механізованого способу експлуатації, а також для винесення рідини із стовбура газової свердловини.
Застосування плунжерного піднімача дає змогу продовжити фактичний період експлуатації свердловин з великим вмістом рідини (нафти, газового конденсату, води) у пластовій продукції, а у разі періодичного газліфта — зменшити витрату газліфтного газу. Основним елементом плунжерного піднімача є плунжер. Плунжер виконує роль рухомої перегородки між рідиною і газом, яка зменшує проковзування газу відносно рідини.
Час циклу підняття та спуску плунжера залежить від багатьох параметрів свердловини, наприклад тиску газу, кількості води, глибини і т. д. Плунжери бувають різних видів, і, відповідно, вартості, але принцип роботи залишається той самий — підняття по стовбуру під тиском газу та виштовхування рідини. Основні параметри роботи плунжера — час циклічності та швидкість підняття.
Частота циклів (а також ряд інших факторів) визначає довговічність роботи плунжера, який зазвичай розрахований на два-чотири місяці початкової експлуатації. Після цього необхідно проводити діагностику обладнання. Відомі випадки коли плунжер експлуатується роками з моменту його встановлення.
Принцип роботи плунжерного ліфта простий, але водночас ефективний. У стовбур свердловини спускається обладнання, основні компоненти якого: трубна опора із подвійними вибійними ударними пружинами (ця деталь виконує функцію амортизатора) та сам плунжер. Спочатку плунжер опускається в свердловину і перебуває на трубній опорі, після того як накопичився необхідний об'єм газу (достатній для того, щоб виштовхнути на поверхню плунжер і рідину) плунжер піднімається вгору по стовбуру, одночасно видавлюючи воду, що накопичилася. У надземній частині свердловини розміщується уловлювач плунжера, лубрикатор, контролери та інші елементи системи. Загалом монтаж на поверхні не потребує значних додаткових робіт. Внутрішньосвердловинне обладнання опускається на дроті за допомогою канатної установки. В результаті, основна частина часу йде на подальше налаштування та оптимізацію роботи системи.
Весь процес контролюється датчиками, моніторинг яких можна проводити, сидячи за комп'ютером в офісі через бездротовий інтернет-зв'язок.
Для функціонування системи навіть немає потреби проводити електрику, контрольно-вимірювальні прилади живляться від батареї, яка, у свою чергу, заряджається від сонячної панелі, встановленої прямо на свердловині. Таким чином, після монтажу, робота та обслуговування обладнання обходяться в мінімум витрат коштів та часу.
Спочатку «плунжер» використовувався для депарафінізації нафтових свердловин. І вже пізніше цю технологію почали масово застосовувати у боротьбі проти обводнення свердловин. Сьогодні це один з найпоширеніших методів, що допомагає ефективно впоратися з обводненням, очищенням свердловин від різного роду відкладень та механічних домішок.

## Переваги та обмеження
Системи плунжерного ліфта забезпечують кілька економічних та екологічних переваг порівняно з іншими рішеннями для газових свердловин, навантажених рідиною. Оскільки вони використовують накопичений тиск власного газу свердловини для видалення рідини, зазвичай немає потреби у зовнішніх джерелах енергії.
Вартість встановлення та обслуговування системи плунжерного ліфта, як правило, нижча, ніж відповідні витрати на балансові насосні установки. Загальні витрати на технічне обслуговування знижуються, оскільки періодичні відновлювальні роботи, такі як продування свердловини або швабування (підйом рідин за допомогою інструментів із гумовими ущільнювачами, що рухаються вгору по трубопроводу), можуть більше не знадобитися. На відміну від таких відновлювальних заходів, плунжерний ліфт забезпечує регулярне видалення рідини, що дозволяє свердловині безперервно добувати газ без зупинки виробництва. Крім того, свердловини, які постійно видаляють воду, демонструють підвищений потенціал видобутку більшого об'єму конденсату та нафти.
Завдяки регулярному стиранню внутрішніх стінок труб плунжером, системи плунжерного ліфта запобігають накопиченню відкладень у свердловинах, схильних до утворення парафіну або накипу. Це знижує або усуває потребу в хімічних або швабувальних обробках. Крім того, при використанні плунжерних систем фіксується зменшення викидів метану, оскільки вони знижують або усувають потребу у втручанні в роботу свердловини.
Системи плунжерного ліфта найбільш ефективні в свердловинах з низьким тиском на забої, високим газорідинним співвідношенням (GLR) і продуктивністю рідини менш ніж приблизно 21 м³/добу (130 барелів на добу). Хоча для компенсації недостатнього GLR і тиску накопичення можна використовувати додатковий газ або компресію, ці системи найефективніші в свердловинах, де єдиним джерелом газу є пластовий газ. Кандидатами є свердловини, які виробляють щонайменше 11,3 м³ газу (400 куб. футів) на барель рідини на кожні 300 м (1 000 футів) глибини. Також добре підходять свердловини із тиском на фонтанній арматурі в закритому стані, що у 1,5 рази перевищує тиск у наземному потоку.
Ефективність ущільнення є критичною для роботи плунжерного ліфта. Такі системи вимагають рівномірного внутрішнього діаметра по всій довжині колони труб, щоб плунжер міг вільно переміщатися від дна свердловини до поверхні, виносячи рідину та газ. У свердловинах, що продукують пісок — як із пухких, нецементованих порід, так і з піску або проппанту, що застосовуються при гідророзриві пласта — існує ризик, що плунжер може зазнати ерозійного пошкодження або застрягнути під час руху вгору або вниз по трубі.